# František Hrdina
František Hrdina (17. října 1882 Krč – 20. května 1963 Úvaly) byl český houslista, kapelník a skladatel.

## Život
Otec skladatele hrál v cirkusové kapele. Jeho strýc, Josef Hrdina, byl kapelníkem carské kapely v Nižním Novgorodě v Rusku. Neprošel žádným systematickým hudebním studiem. Hře na housle a eufonium i základům skladby se naučil v cirkusové kapele. Po roce 1900 byl členem vojenské kapely v Záhřebu. Krátce působil u svého strýce v Novgorodě. V roce 1904 byl houslistou ve Varšavě a v Lodži. O rok později odešel opět do Ruska a působil v řadě ruských měst od Saratova až po Vladivostok.
V roce 1914 se vrátil do vlasti a založil v Protivíně hudební školu. Nějaký čas řídil divadelní orchestr v Sofii. Po roce 1924 se usadil v Čechách natrvalo a stal se majitelem hudební školy v Úvalech. Ke konci života vážně onemocněl.

## Dílo
Komponoval nenáročné drobné skladby určené k příjemnému poslechu. Nejčastěji byly určeny pro housle a klavír (Reverie, Naši kováři, Rozmarný furiant, Preludium). Některé z nich byly vydány tiskem.